# 嵩州 (河南省)
嵩州（すうしゅう）は、中国にかつて存在した州。現在の河南省登封市・禹州市一帯に設置された。
596年（開皇16年）、隋により嵩州が設置され、4県を管轄した。604年（仁寿4年）に廃止され、その管轄区域は洛州に移管された。
621年（武徳4年）、唐により嵩州が再設置された。627年（貞観元年）に陽翟県に許州が設置された。629年（貞観3年）、嵩州は廃止され、その管轄区域は洛州に移管された。

## 下部行政区画
| 陽城県 |            |
| 輪氏県 | 嵩陽県     |
| 康城県 |            |
| 陽翟県 | 許州に移管 |